# StarCraft: Ghost
StarCraft: Ghost avrebbe dovuto essere un videogioco sparatutto in terza persona pubblicato da Blizzard Entertainment per PlayStation 2, Xbox e GameCube. Ambientato nell'universo immaginario di StarCraft (1998), il titolo avrebbe dovuto rappresentare il ritorno della Blizzard nel mondo delle console fisse.
StarCraft: Ghost fu annunciato per la prima volta il 20 settembre 2002, con uscita inizialmente prevista per il giugno del 2005, tuttavia venne successivamente rinviato al mese di novembre. Il progetto era partito come co-produzione tra Blizzard Entertainment e Nihilistic Software, ma quest'ultima venne sostituita da Swingin' Ape Studios (controllata dalla Blizzard) nel maggio del 2005.
Il 24 marzo 2006 Blizzard Entertainment annunciò che lo sviluppo di StarCraft: Ghost era stato sospeso fino a tempo indeterminato e rimosse il titolo dall'elenco dei videogiochi in sviluppo. Secondo alcuni portali di informazione il progetto è ormai da considerarsi annullato, sebbene nel corso degli anni la casa di produzione non ne abbia mai ufficialmente dichiarato l'abbandono.
I motivi dell'interruzione non sono mai stati chiariti. Ci sono molte ipotesi, come la mancanza di idee da parte dello sviluppatore, o una scelta calcolata anche da parte della Blizzard.

## Trama
La protagonista del gioco è Nova, un fantasma (unità dei Terrestri di StarCraft) dello Squadrone Nova. All'inizio del gioco Nova è un'ufficiale nel Dominio Terrestre che lavora per il colonnello Jackson Hauler nella sua squadra Fantasma. La storia ha inizio quattro anni dopo le vicende di StarCraft: Brood War. L'imperatore Arcturus Mengsk ha ricostruito il suo impero, il Dominio Terrestre, e riorganizzato un esercito, mentre Sarah Kerrigan e gli Zerg non si sono fatti sentire. Mengsk e il suo nuovo consigliere, il generale Horace Warfield, hanno incominciato un progetto segreto chiamato Shadow Blade, che utilizza tecnologie carpite ai Protoss. Il progetto usa il gas Terrazine per modificare geneticamente i Fantasmi, amplificando i loro poteri psionici.
Questi Fantasmi vengono trasformati in Spettri, oscuri esseri sovrumani disposti a eseguire la volontà del loro padrone. Un gruppo di ribelli chiamato Fronte di Liberazione di Koprulu cerca di contrastare Mengsk e il suo impero. Nova dovrà affrontare pericolose missioni per scoprire la verità riguardo al progetto Shadow Blade, che le farà dubitare della sua vera identità e la coinvolgerà in un conflitto fra il Dominio Terrestre e il Fronte di Liberazione di Koprulu. Nel corso del gioco Nova dovrà esplorare i pianeti Mar Sara, Ash'Arak, Abaddon e Vyctor 5. Nel frattempo, Mengsk è riuscito a riconquistare alcuni pianeti Terrestri con uno sgangherato esercito, migliorato con tecnologie robotiche e Protoss; Artanis cerca di unificare le due società Protoss su Shakuras, anche se molti Templari Oscuri si risentono della presenza di altri Protoss sul loro pianeta; Kerrigan continua ad ammassare truppe su Char.

## Modalità di gioco

### Campagna
Il giocatore deve sfruttare l'oscurità e l'abilità di Nova nel muoversi furtivamente per raggiungere gli obiettivi senza farsi scoprire. Nova dispone di un dispositivo di occultamento che la nasconde temporaneamente, ma alcuni personaggi non giocanti ostili possono ignorare il dispositivo usando congegni e abilità speciali. Nova è inoltre equipaggiata con occhiali termografici e uno speciale congegno in grado di emettere impulsi elettromagnetici che disabilitano congegni elettronici e veicoli. La Blizzard aveva progettato di includere un piccolo arsenale di armi, come fucili d'assalto, granate, fucili a canna liscia e lanciafiamme Nova può combattere corpo a corpo ed eliminare silenziosamente i suoi nemici. Se i nemici vengono allertati possono darle la caccia, piazzare trappole e sparare alla cieca per annullare il dispositivo di occultamento di Nova.
Nova è estremamente agile, acrobatica e in grado di eseguire manovre come camminare su cornicioni, aggrapparsi a tubi o farsi scivolare da una corda. Il giocatore ha accesso alle capacità psioniche di Nova, affinate dal suo addestramento di agente fantasma, come la capacità di migliorare notevolmente la sua velocità e i suoi riflessi. StarCraft: Ghost include molte delle unità che compaiono in StarCraft e StarCraft: Brood War, ne aggiunge alcune originali e ne modifica altre. Alcuni veicoli come la Nave d'Assalto giocano solo un ruolo di supporto, mentre altri come hoverbike, jeep e futuristici carri armati d'assedio possono essere pilotati dal giocatore.

### Multigiocatore
La modalità multigiocatore si differenzia da quella basata sulla furtività della modalità singolo giocatore e mira a dare al giocatore una visione delle battaglie dei giochi strategici in tempo reale della serie. Pertanto la modalità multigiocatore è basata sul gioco di squadra e sul combattimento in una varietà di scenari. Starcraft: Ghost comprende modalità tradizionali di gioco come deathmatch, capture the flag e king of the hill, ma comprende anche due modalità specifiche dell'universo di Starcraft. La prima è Mobile Conflict ("conflitto mobile"), in cui due squadre combattono per il controllo di una fabbrica militare in grado di volare. Usando veicoli e tattiche di squadra entrambe le squadre avversarie devono abbordare la struttura, catturare la sua stanza di controllo e dirigerla verso il proprio punto di partenza. La struttura deve quindi essere fatta atterrare e difesa dalla squadra avversaria per un ammontare di tempo prefissato. La seconda modalità di gioco unica è Invasion, nella quale le due squadre combattono per il controllo di nodi di risorse minerali. Quando una squadra cattura un nodo ottiene punti che possono essere usati per comprare classi di personaggio e veicoli.
In tutte le modalità di gioco di squadra i giocatori hanno accesso a quattro classi di unità terrestri: fanteria leggera, marine, firebat e fantasma. La fanteria leggera ha un'armatura minima ma un arsenale di armi più vasto, mentre i marine sono soldati pesantemente corazzati con fucili d'assalto e granate. Il firebat è un marine pesante armato con lanciafiamme e razzi al napalm. Infine il fantasma è una variazione del personaggio Nova del gioco equipaggiato con un dispositivo di occultamento, visione termografica, dispositivo EMP e fucile da cecchino, ma manca delle abilità speciali di movimento rapido. A causa delle dimensioni indossate da marine e firebat solo i fantasmi e la fanteria leggera possono pilotare veicoli.

## Sviluppo
Il 20 settembre 2002 la Blizzard Entertainment annunciò lo sviluppo di StarCraft: Ghost in collaborazione con la Nihilistic Software. La Nihilistic mirava a pubblicare il gioco per Xbox, PlayStation 2 e Nintendo GameCube alla fine del 2003, il che ottenne reazioni positive dalla stampa. Il gioco fu consistentemente ritardato e alla fine del 2004 la Nihilistic cessò il suo lavoro sul progetto. La Blizzard affermò che la Nihilistic aveva completato il lavoro per cui era stata assunta e che il gioco sarebbe stato pubblicato.
Nel luglio 2004 la Blizzard Entertainment incominciò a collaborare con la Swingin' Ape Studios sul gioco, e comprò la compagnia nel maggio 2005. Nonostante le anticipazioni del gioco per la stampa specializzata, Ghost fu nuovamente ritardato e la sua data di pubblicazione spinta fino al settembre 2005. All'E3 2005 Ghost fu riannunciato ufficialmente, ma la versione per GameCube fu annullata dagli Swingin' Ape Studios a causa della mancanza di supporto per il gioco online della piattaforma. La pubblicazione del gioco fu nuovamente ritardata fino al 2006. Nonostante gli sforzi della Swingin' Ape, Ghost non fu pubblicato come da programma e nel marzo 2006 la Blizzard Entertainment annunciò il rinvio indefinito dello sviluppo di Ghost, mentre la compagnia esplorava nuove opzioni con le emergenti console di settima generazione. Nonostante il suo lungo periodo di sviluppo, IGN sostenne che il concetto alla base di Ghost era ancora promettente. Sebbene lo sviluppo del gioco fosse stato sospeso, nel novembre 2006 fu pubblicato il romanzo di Keith R. A. DeCandido StarCraft Ghost: Nova.
A complemento del lavoro della Nihilistic e degli Swingin Ape Studio sul gioco, il team della Blizzard che aveva lavorato sugli intermezzi degli altri giochi della serie creò anche quelli per Ghost che sono integrativi alla trama del gioco. La squadra, che inizialmente consisteva di sei persone, crebbe fino a 25 e utilizzò computer e programmi più moderni per creare scene di qualità più elevata di quelle di StarCraft e Brood War.. Il trailer del gioco composto dagli intermezzi sviluppati fu pubblicato nell'agosto 2005.
Dalla sospensione della produzione di Ghost la Blizzard Entertainment ha sporadicamente pubblicato informazioni sul titolo. La protagonista del gioco, Nova, compare in una missione di StarCraft II: Wings of Liberty, nella quale i giocatori hanno l'opzione di combattere insieme o contro le sue forze. Compare anche in StarCraft II: Heart of the Swarm ed è infine protagonista di Nova: Operazioni segrete. Metzen inoltre annunciò che Ghost aveva un'ottima trama che sarebbe stata pubblicata in seguiti di quello di DeCandido. Nel giugno 2007 Rob Pardo, uno degli sviluppatori principali della Blizzard Entertainment, indicò che c'era ancora interesse nel terminare Ghost. In un'intervista successiva Pardo affermò che la Blizzard era stata "testarda" nel proseguire con Ghost, ma che "non era stata in grado di portare il gioco al livello che desiderava". Il presidente della Blizzard Michael Morhaime e Pardo in una presentazione della storia della compagnia al D.I.C.E. Summit nel febbraio 2008 non inclusero Ghost in un elenco di giochi cancellati dalla Blizzard. Nel febbraio 2008 Frank Pearce, cofondatore della Blizzard, interrogato al riguardo, rispose che il titolo non è mai stato "tecnicamente cancellato" e che non era al centro dell'attenzione della compagnia al momento a causa del numero limitato di risorse di sviluppo. Morhaime successivamente disse che l'improvviso successo di World of Warcraft e lo sviluppo di StarCraft II consumarono tutte le risorse della Blizzard portando alla sospensione di Ghost. Nonostante l'annuncio della Blizzard molti giornalisti riportano Ghost come cancellato e lo considerano vaporware; il gioco si classificò quinto nell'edizione 2005 dei Vaporware Award di Wired News.
Il 23 settembre 2014 in un'intervista per il sito web Polygon riguardo alla cancellazione del progetto Titan Mike Morhaime confermò che anche StarCraft: Ghost era stato cancellato. Morhaime disse che "Fu difficile cancellare Warcraft Adventures. Fu difficile quando cancellammo StarCraft: Ghost, ma ogni volta ciò ha prodotto lavori di qualità migliore".